# Asbjørn Olavson
Asbjørn Olavson, född 1836, död 1891, var en norsk lantbrukslärare och lantbrukare. 
Olavson genomgick först Søndre Bergenhus amts lantbruksskola och därefter 1859–61 Ås högre lantbruksskola, där han därefter anställdes som lärare. Han blev 1867 föreståndare för Mo lantbruksskola i Nordre Bergenhus amt, 1873 förstelärare vid Kalnes i Smaalenenes amt, inrättade 1880 i Lillestrøm en privat lantbruks- och folkhögskola som nedlades 1882. Han var därefter lantbrukare i Sørum. Han författade talrika uppsatser och avhandlingar i tidningar och tidskrifter, mest om lantbruksfrågor.